# Quito Challenger 2021
Il Quito Challenger 2021  è stato un torneo maschile di tennis giocato su campi in terra rossa. È stata la ventiduesima edizione del Quito Challenger e ha fatto parte dell'ATP Challenger Tour 2021 nella categoria Challenger 90. Si è svolto all'Arrayanes Country Club di Quito, in Ecuador, tra il 13 e il 18 marzo 2021.

## Partecipanti

### Teste di serie
| Nazionalità | Giocatore              | Ranking* | Testa di serie |
| ----------- | ---------------------- | -------- | -------------- |
| Slovacchia  | Andrej Martin          | 122      | 1              |
| Ecuador     | Emilio Gómez           | 161      | 2              |
| Spagna      | Mario Vilella Martínez | 170      | 3              |
| Argentina   | Renzo Olivo            | 215      | 4              |
| Argentina   | Juan Pablo Ficovich    | 254      | 5              |
| Argentina   | Facundo Mena           | 262      | 6              |
| Argentina   | Thiago Agustín Tirante | 268      | 7              |
| Ecuador     | Roberto Quiroz         | 294      | 8              |

* Ranking al 30 agosto 2021.

### Altri partecipanti
I seguenti giocatori hanno ricevuto una wild card per il tabellone principale:
- Álvaro Guillén Meza
- Antonio Cayetano March
- Gian Carlos Rodríguez

I seguenti giocatori sono passati dalle qualificazioni:
- Luca Castelnuovo
- Alexis Gautier
- Alejandro Gómez
- Christian Langmo

## Campioni

### Singolare
In finale  Facundo Mena ha sconfitto  Gonzalo Lama con il punteggio di 6–4, 6–4.

### Doppio
In finale  Alejandro Gómez /  Thiago Agustín Tirante hanno sconfitto  Adrián Menéndez Maceiras /  Mario Vilella Martínez con il punteggio di 7–5, 6(5)–7, [10–8].